# RMS Baltic (1903)
RMS Baltic foi um navio de passageiros britânico operado pela White Star Line que navegou entre 1904 e 1933. Com uma arqueação bruta de 23.876 toneladas, ele foi o maior navio do mundo até 1905. Ele foi o terceiro de um quarteto de navios chamados de Big Four, todos com mais de 20.000 toneladas brutas. Seu lançamento ocorreu em 21 de novembro de 1903 nos estaleiros da Harland and Wolff, em Belfast, e em 29 de junho de 1904 partiu de Liverpool em sua viagem inaugural para a Nova Iorque com o capitão Edward Smith no comando.
Em 23 de janeiro de 1909 sob comando do capitão J.B. Ranson, ele resgatou sobreviventes de uma colisão entre o RMS Republic e o SS Florida na costa nordeste dos Estados Unidos. Em 30 de junho de 1910, o Baltic se envolveu em uma colisão com o navio alemão Standard. O Baltic sofreu danos acima da linha da água, enquanto a proa do Standard ficou bastante danificada.
Com a eclosão da Primeira Guerra Mundial em 1914, o Baltic ajudou na evacuação de americanos da Europa e transportou materiais de guerra dos Estados Unidos para a Reino Unido. Os números de passageiros diminuíram rapidamente com o receio de submarinos, que foram avistados pelo Baltic em várias ocasiões. Em 1 de janeiro de 1916, ele chegou a Nova Iorque com 35 milhões de dólares em barras de ouro. Mais tarde, em 1916, ele foi usado no transporte da Força Expedicionária Canadense de Halifax para o Reino Unido.
Em 17 de fevereiro de 1933, ele partiu para Osaka, no Japão, onde foi desmantelado.